# Rhacocleis thyrrhenica
Rhacocleis thyrrhenica är en insektsart som beskrevs av Scott LaGreca 1952. Rhacocleis thyrrhenica ingår i släktet Rhacocleis och familjen vårtbitare. Inga underarter finns listade i Catalogue of Life.